# Gephyrothuriidae
Famille
Les Gephyrothuriidae sont une famille d'holothuries (concombres de mer) de l'ordre des Persiculida.

## Description et caractéristiques
Ce sont des holothuries cylindriques et dépourvues de podia, superficiellement proches des Molpadida. Leur bouche est entourée d'une quinzaine de tentacules buccaux, et l'anus prolongé par un appendice caudal. Chez G. alcocki, les mâles possèdent une papille génitale proéminente. 

## Liste des espèces
Selon World Register of Marine Species (4 juin 2014) :
- genre Gephyrothuria Koehler & Vaney, 1905
  - Gephyrothuria alcocki Koehler & Vaney, 1905 -- abyssale cosmopolite (jusqu'à 1 750 m de profondeur)
- genre Hadalothuria Hansen, 1956
  - Hadalothuria wolffi Hansen, 1956 -- Papouasie-Nouvelle-Guinée (environ 8 000 m de profondeur)
- genre Paroriza Hérouard, 1902
  - Paroriza grevei Hansen, 1956
  - Paroriza pallens (Koehler, 1895)
  - Paroriza prouhoi Hérouard, 1902
  - Paroriza verrucosa Massin, 1987